# DYWIDAG-Systems International
DYWIDAG-Systems International (DSI) ist ein weltweit tätiger Technologiekonzern im Bau- und Bergbaubereich. Die DSI Holding GmbH hat ihren Sitz in München.

## Geschichte
Die DSI wurde im Jahr 1979 als Tochtergesellschaft der Dyckerhoff & Widmann AG zur weltweiten Vermarktung von Lizenzen für DYWIDAG-Produkte und Systeme gegründet. Der Geschäftsschwerpunkt lag anfangs im Ingenieurbau, mit dem Marktsegment Vorspanntechnik und Geotechnik. Im Jahr 2000 begann DSI ein zweites Geschäftsfeld im Bereich Untertagebau mit der Entwicklung, Produktion und den Vertrieb von Produkten und Systeme für den Berg- und Tunnelausbau aufzubauen. Mit der Fusion der Walter Bau AG und der DYWIDAG zur Walter Bau-AG vereinigt mit DYWIDAG im Jahr 2001 wurde auch DSI in den neuen Konzern übernommen. Das Deutschlandgeschäft der DSI im Ingenieurbaubereich wurde zentral durch die DYWIDAG-Systems International GmbH mit Niederlassungen in Nauen, Langenfeld, Königsbrunn, Unterschleißheim und München gesteuert. Im Jahr 2002 erwarb die DSI die Suspa Spannbeton und spaltete das Deutschland-Geschäft auf die SUSPA Spannbeton GmbH ab, die bis 2009 als SUSPA-DSI GmbH firmierte.
Im Jahr 2004 hatte das Unternehmen mit 1100 Mitarbeitern einen Umsatz von 300 Millionen Euro. Nach der Insolvenz von Walter Bau folgte 2005 die Übernahme der DYWIDAG-Systems International durch den Finanzinvestor Industri Kapital für 168 Millionen Euro, der 2007 die DSI an CVC Capital Partners  für mehr als eine Milliarde Euro weiterverkaufte. Im Jahr 2006 begann die Konzentration auf neue Geschäftsfelder im Bereich Tunnelbau und Concrete Accessories. Das DSI-Netzwerk umfasste im Jahr 2007 etwa 90 Gesellschaften, Beteiligungen, Lizenznehmer und Agenten. 2009 ging aufgrund der Wirtschaftskrise der Umsatz um 27 Prozent auf 518 Millionen Euro zurück. Es folgten Verschmelzungen der Tochterfirmen SUSPA-DSI und contec auf die DYWIDAG-Systems International GmbH, Deutschland sowie der ALWAG Tunnelausbau Ges.m.b.H. auf die DYWIDAG-Systems International Ges.m.b.H., Österreich. 2010 wurde die DSI von der BAML (Bank of America Merrill Lynch) und von Barclays Capital übernommen und am 1. April 2011 an Triton Private Equity für mehr als 400 Millionen Euro verkauft.
Das Unternehmen beschäftigte 2010 insgesamt 2118 Mitarbeiter, die einen Umsatz von 620 Mio. Euro erwirtschafteten, wovon 45 % auf den Ingenieur- und 55 % auf den Untertagebau entfielen. Die geschäftlichen Aktivitäten im Bereich Ingenieurbau und Untertagebau sind auf die Regionen EMEA, Nordamerika, Südamerika und Asien-Pazifik fokussiert.

## Struktur
Alle Aktivitäten für „Concrete Accessories“ die dem Bereich Ingenieurbau zugeordnet sind, bündelt das DYWIDAG-Schalungsankergeschäft mit Produkten und Systemen der DSI-Niederlassung am Standort Porta Westfalica, contec-Systems (Deutschland) sowie den Unternehmen Artéon, Mandelli-Setra, Technique Béton und Idéaplast (alle Frankreich).
Alle Untertagebauaktivitäten für die Region EMEA sind auf die DSI GmbH in Pasching/Linz, Österreich (ehemals ALWAG Ges.m.b.H.) konzentriert. Gleichzeitig tritt die DSI Österreich als Kompetenz-Center bei der Entwicklung und Anwendung hochwertiger und innovativer Berg- und Tunnelausbausysteme auf.
Das DSI-Geschäft in der Region Südamerika wurde Anfang 2009 neu strukturiert. Dazu wurden die Gesellschaften DSI Chile Industrial Ltda.(Santiago, Chile), Protendidos DYWIDAG Ltd. (Sao Paulo, Brasilien) und DSI-Fosminas (Belo Horizonte, Brasilien) mit DSI Peru (Lima, Peru) zu einer auf dem südamerikanischen Markt operierenden Einheit zusammengefasst.
Die Märkte für Ingenieurbau und Untertagebau sind regionale Märkte. DSIs weltweite Präsenz basiert daher auf einer dezentralen Unternehmensstruktur. Mit eigenen DSI-Gesellschaften, Lizenznehmern und Agenten in über 90 Ländern ist DSI weltweit vertreten.